# 西谷亮一
西谷 亮一（にしたに りょういち、1988年5月19日 - ）は、日本の岡山県出身の元男子バスケットボール選手・バスケットボール指導者である。現役時のポジションはスモールフォワード。群馬クレインサンダーズにアシスタントコーチとして在籍している。

## 経歴
1988年5月19日、岡山県に生まれる。岡山市立桃丘小学校・岡山市立中山中学校・岡山県立倉敷青陵高等学校・金沢大学を経て2011年、横浜ギガスピリッツに入団。
2014-2015シーズン、練習生を経て横浜ビー・コルセアーズに加入。2015-2016シーズンもおなじく練習生を経て横浜ビー・コルセアーズに在籍。
2016年7月1日、アースフレンズ東京Zと新規選手契約を締結。
2017年6月30日、金沢武士団と新規選手契約を締結。
2018年8月、トライフープ岡山へ移籍。同年、熊本ヴォルターズへ移籍。
2019年7月1日、熊本ヴォルターズと選手契約を締結。
2020年7月12日、熊本ヴォルターズと選手兼アシスタントコーチ契約を締結。
2021年7月19日、横浜ビー・コルセアーズと新規アシスタントコーチ契約を締結。
2022年6月3日、広島ドラゴンフライズと新規アシスタントコーチ契約を締結。